# 1446 w polityce
Wydarzenia polityczne w 1446 roku.

## Wydarzenia
- 6 marca – Bitwa pod Ragaz w trakcie szwajcarskiej wojny domowej (1439–1446).

## Urodzili się
- Fryderyk I legnicki.
- 28 grudnia – Karol de Berry, książę de Berry, Normandii i Gujenny, młodszy syn króla Francji Karola VII.

## Zmarli
- 2 lutego – Vittorino da Feltre, włoski uczony i pedagog.